# Doves de Bologne
Pour les articles homonymes, voir Bologne (homonymie).
Stade
Maillots
Champion 1985
Les Doves de Bologne (Bologna Doves) est un club italien de football américain basé à Bologne. Ce club fut fondé le 29 juillet 1982.

## Palmarès
- Champion d'Italie : 1985
- Vice-champion d'Europe (Eurobowl) : 1986